# Championnats du monde de cyclisme sur piste 2014
Navigation
Minsk 2013 Saint-Quentin-en-Yvelines 2015

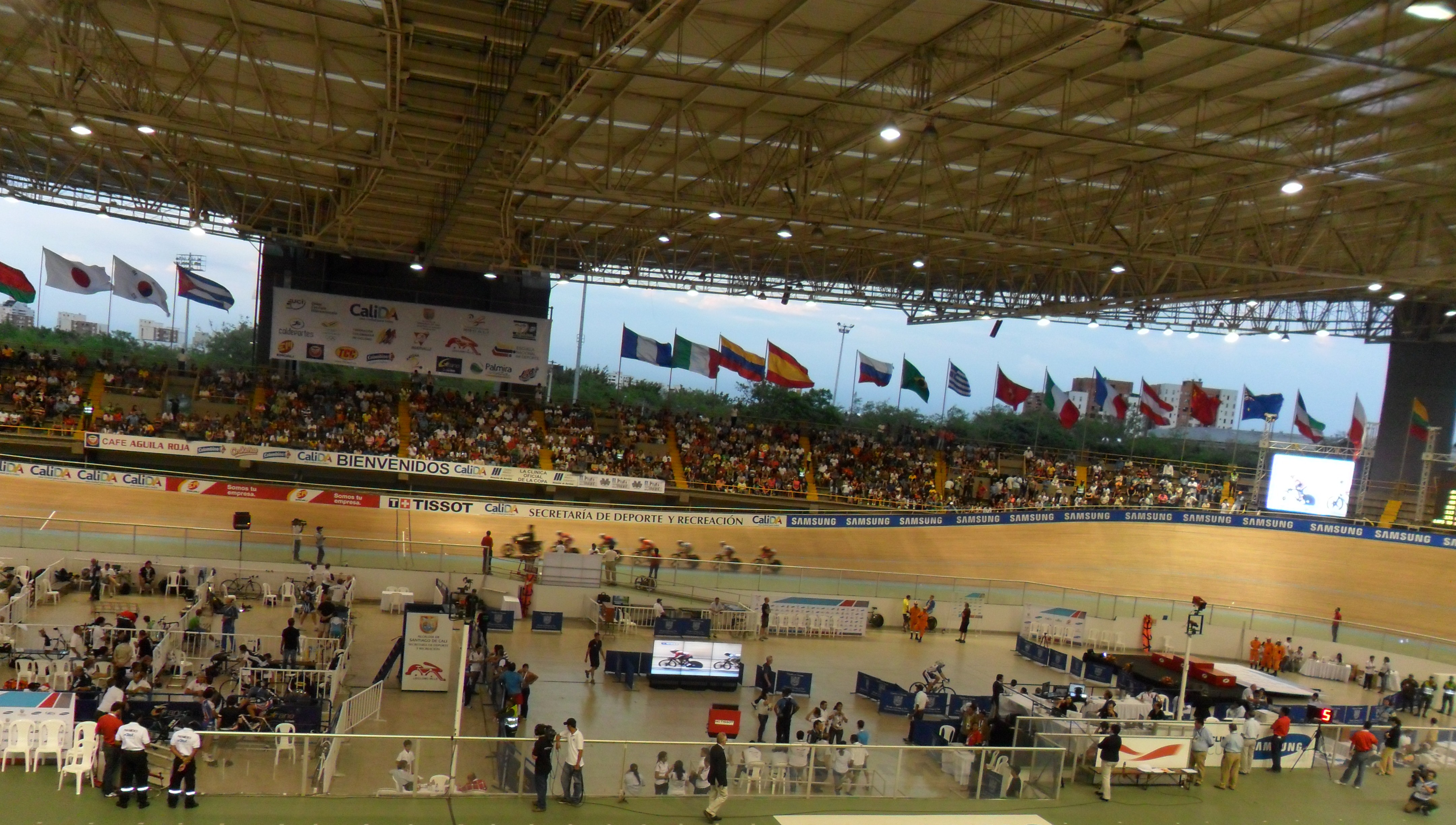
L'intérieur du vélodrome de Cali
(en octobre 2012).

Les championnats du monde de cyclisme sur piste 2014 se déroulent à Cali en Colombie du 26 février au 2 mars 2014 sur le vélodrome Alcides Nieto Patiño. Les 19 épreuves présentes aux championnats précédents sont au programme.

## Calendrier des compétitions
Le programme des compétitions est le suivant :
| Date            | Horaire | Compétition                                                        |
| --------------- | ------- | ------------------------------------------------------------------ |
| 26 février 2014 | 12 h 00 | Poursuite par équipes hommes - qualification                       |
| 26 février 2014 | 18 h 15 | Vitesse par équipes hommes - qualification                         |
| 26 février 2014 | 18 h 15 | Vitesse par équipes femmes - qualification                         |
| 26 février 2014 | 18 h 15 | Scratch femmes                                                     |
| 26 février 2014 | 18 h 15 | Poursuite par équipes hommes - finales                             |
| 26 février 2014 | 18 h 15 | Vitesse par équipes femmes - finales                               |
| 26 février 2014 | 18 h 15 | Vitesse par équipes hommes - finales                               |
| 27 février 2014 | 12 h 00 | Poursuite individuelle hommes - qualification                      |
| 27 février 2014 | 12 h 00 | Keirin hommes - 1er tour et repêchages                             |
| 27 février 2014 | 12 h 00 | Poursuite par équipes femmes - qualification                       |
| 27 février 2014 | 18 h 15 | 500 mètres contre-la-montre femmes                                 |
| 27 février 2014 | 18 h 15 | Scratch hommes                                                     |
| 27 février 2014 | 18 h 15 | Keirin hommes - 2e tour                                            |
| 27 février 2014 | 18 h 15 | Poursuite individuelle hommes - finales                            |
| 27 février 2014 | 18 h 15 | Keirin hommes - finales                                            |
| 27 février 2014 | 18 h 15 | Poursuite par équipes femmes - finales                             |
| 28 février 2014 | 12 h 00 | Vitesse individuelle femmes - qualification                        |
| 28 février 2014 | 12 h 00 | Omnium hommes - tour lancé                                         |
| 28 février 2014 | 12 h 00 | Vitesse individuelle femmes - 1/16, 1/8 et repêchages              |
| 28 février 2014 | 12 h 00 | Poursuite individuelle femmes - qualification                      |
| 28 février 2014 | 12 h 00 | Omnium hommes - course aux points                                  |
| 28 février 2014 | 18 h 30 | Kilomètre contre-la-montre hommes                                  |
| 28 février 2014 | 18 h 30 | Vitesse individuelle femmes - 1/4 de finale et match de classement |
| 28 février 2014 | 18 h 30 | Poursuite individuelle femmes - finale                             |
| 28 février 2014 | 18 h 30 | Course aux points hommes                                           |
| 28 février 2014 | 18 h 30 | Omnium hommes - course par élimination                             |

| Date          | Horaire | Compétition                                                        |
| ------------- | ------- | ------------------------------------------------------------------ |
| 1er mars 2014 | 12 h 00 | Vitesse individuelle hommes - qualification                        |
| 1er mars 2014 | 12 h 00 | Omnium femmes - tour lancé                                         |
| 1er mars 2014 | 12 h 00 | Vitesse individuelle hommes - 1/16, 1/8 et repêchages              |
| 1er mars 2014 | 12 h 00 | Omnium hommes - poursuite individuelle                             |
| 1er mars 2014 | 12 h 00 | Omnium femmes - course aux points                                  |
| 1er mars 2014 | 18 h 30 | Vitesse individuelle femmes - 1/2 finales                          |
| 1er mars 2014 | 18 h 30 | Vitesse individuelle hommes - 1/4 de finale et match de classement |
| 1er mars 2014 | 18 h 30 | Omnium hommes - scratch                                            |
| 1er mars 2014 | 18 h 30 | Course aux points femmes                                           |
| 1er mars 2014 | 18 h 30 | Vitesse individuelle femmes - finales                              |
| 1er mars 2014 | 18 h 30 | Omnium hommes - kilomètre contre-la-montre                         |
| 1er mars 2014 | 18 h 30 | Omnium femmes - course par élimination                             |
| 2 mars 2014   | 12 h 00 | Keirin femmes - 1er tour et repêchages                             |
| 2 mars 2014   | 12 h 00 | Omnium femmes - poursuite individuelle                             |
| 2 mars 2014   | 15 h 30 | Vitesse individuelle hommes - 1/2 finales                          |
| 2 mars 2014   | 15 h 30 | Omnium femmes - scratch                                            |
| 2 mars 2014   | 15 h 30 | Keirin femmes - 2e tour                                            |
| 2 mars 2014   | 15 h 30 | Omnium femmes - 500 mètres contre-la-montre                        |
| 2 mars 2014   | 15 h 30 | Keirin femmes - finales                                            |
| 2 mars 2014   | 15 h 30 | Vitesse individuelle hommes - finales                              |
| 2 mars 2014   | 15 h 30 | Américaine hommes                                                  |

## Médaillés

### Hommes
| Épreuves                                       | Or                                                                       | Or             | Argent                                                                                 | Argent         | Bronze                                                             | Bronze         |
| ---------------------------------------------- | ------------------------------------------------------------------------ | -------------- | -------------------------------------------------------------------------------------- | -------------- | ------------------------------------------------------------------ | -------------- |
| Kilomètre contre-la-montre résultats détaillés | François Pervis                                                          | 59 s 385       | Joachim Eilers                                                                         | 59 s 984       | Simon van Velthooven                                               | 1 min 0 s 518  |
| Keirin résultats détaillés                     | François Pervis                                                          |                | Fabián Puerta                                                                          |                | Matthijs Büchli                                                    |                |
| Vitesse résultats détaillés                    | François Pervis                                                          |                | Stefan Bötticher                                                                       |                | Denis Dmitriev                                                     |                |
| Vitesse par équipes résultats détaillés        | Ethan Mitchell Sam Webster Edward Dawkins Nouvelle-Zélande               | 42 s 840       | René Enders Robert Förstemann Maximilian Levy Allemagne                                | 42 s 885       | Grégory Baugé Kévin Sireau Michaël D'Almeida France                | 43 s 285       |
| Poursuite individuelle résultats détaillés     | Alexander Edmondson                                                      | 4 min 22 s 582 | Stefan Küng                                                                            | 4 min 22 s 995 | Marc Ryan                                                          | 4 min 22 s 895 |
| Poursuite par équipes résultats détaillés      | Luke Davison Glenn O'Shea Alexander Edmondson Mitchell Mulhern Australie | 3 min 57 s 907 | Casper von Folsach Lasse Norman Hansen Rasmus Christian Quaade Alex Rasmussen Danemark | 3 min 59 s 623 | Aaron Gate Pieter Bulling Dylan Kennett Marc Ryan Nouvelle-Zélande | 3 min 58 s 989 |
| Course aux points résultats détaillés          | Edwin Ávila                                                              | 70 pts         | Thomas Scully                                                                          | 66 pts         | Eloy Teruel                                                        | 58 pts         |
| Américaine résultats détaillés                 | David Muntaner Albert Torres Espagne                                     | 18 pts         | Martin Bláha Vojtěch Hačecký Tchéquie                                                  | 12 pts         | Stefan Küng Théry Schir Suisse                                     | 7 pts          |
| Scratch résultats détaillés                    | Ivan Kovalev                                                             |                | Martyn Irvine                                                                          |                | Cheung King Lok                                                    |                |
| Omnium résultats détaillés                     | Thomas Boudat                                                            | 24 pts         | Tim Veldt                                                                              | 28 pts         | Viktor Manakov                                                     | 32 pts         |

### Femmes
| Épreuves                                        | Or                                                                       | Or             | Argent                                                                | Argent         | Bronze                                                             | Bronze         |
| ----------------------------------------------- | ------------------------------------------------------------------------ | -------------- | --------------------------------------------------------------------- | -------------- | ------------------------------------------------------------------ | -------------- |
| 500 mètres contre-la-montre résultats détaillés | Miriam Welte                                                             | 33 s 451       | Anna Meares                                                           | 33 s 548       | Anastasiia Voinova                                                 | 33 s 789       |
| Keirin résultats détaillés                      | Kristina Vogel                                                           |                | Anna Meares                                                           |                | Rebecca James                                                      |                |
| Vitesse résultats détaillés                     | Kristina Vogel                                                           |                | Zhong Tianshi                                                         |                | Lin Junhong                                                        |                |
| Vitesse par équipes résultats détaillés         | Miriam Welte Kristina Vogel Allemagne                                    | 32 s 440       | Junhong Lin Zhong Tianshi Chine                                       | 33 s 239       | Jessica Varnish Rebecca James Grande-Bretagne                      | 33 s 032       |
| Poursuite résultats détaillés                   | Joanna Rowsell                                                           | 3 min 30 s 318 | Sarah Hammer                                                          | 3 min 31 s 535 | Amy Cure                                                           | 3 min 37 s 003 |
| Poursuite par équipes résultats détaillés       | Laura Trott Katie Archibald Elinor Barker Joanna Rowsell Grande-Bretagne | 4 min 23 s 407 | Laura Brown Jasmin Glaesser Allison Beveridge Stephanie Roorda Canada | 4 min 24 s 696 | Annette Edmondson Amy Cure Melissa Hoskins Isabella King Australie |                |
| Course aux points résultats détaillés           | Amy Cure                                                                 | 38 pts         | Stephanie Pohl                                                        | 35 pts         | Jasmin Glaesser                                                    | 32 pts         |
| Scratch résultats détaillés                     | Kelly Druyts                                                             |                | Katarzyna Pawłowska                                                   |                | Evgenia Romanyuta                                                  |                |
| Omnium résultats détaillés                      | Sarah Hammer                                                             | 14 pts         | Laura Trott                                                           | 20 pts         | Annette Edmondson                                                  | 24 pts         |

## Résultats détaillés

### Hommes

#### Kilomètre
Quinze coureurs de treize pays différents participent au kilomètre. Le Français François Pervis s'impose en 59 s 385 et conserve son titre sur la distance. Il s'agit de sa deuxième médaille d'or sur ces championnats après le keirin.
| Pos                | Nom                  | Pays             | Temps    |
| ------------------ | -------------------- | ---------------- | -------- |
| Médaille d'or      | François Pervis      | France           | 59.385   |
| Médaille d'argent  | Joachim Eilers       | Allemagne        | 59.984   |
| Médaille de bronze | Simon van Velthooven | Nouvelle-Zélande | 1:00.518 |
| 4                  | Krzysztof Maksel     | Pologne          | 1:00.533 |
| 5                  | Hugo Haak            | Pays-Bas         | 1:01.076 |
| 6                  | Fabián Puerta        | Colombie         | 1:01.110 |
| 7                  | Michaël D'Almeida    | France           | 1:01.154 |
| 8                  | Eric Engler          | Allemagne        | 1:01.327 |
| 9                  | Tomáš Bábek          | Tchéquie         | 1:01.924 |
| 10                 | Andrey Kubeev        | Russie           | 1:02.024 |
| 11                 | Hodei Mazquiarán     | Espagne          | 1:02.041 |
| 12                 | Kian Emadi           | Grande-Bretagne  | 1:02.220 |
| 13                 | Bernard Esterhuizen  | Afrique du Sud   | 1:02.546 |
| 14                 | Roberto Serrano      | Mexique          | 1:02.968 |
| 15                 | Seiichiro Nakagawa   | Japon            | 1:03.110 |

#### Keirin
- Finale

| Pos                | Nom             | Pays            | Temps  | Notes |
| ------------------ | --------------- | --------------- | ------ | ----- |
| Médaille d'or      | François Pervis | France          |        |       |
| Médaille d'argent  | Fabián Puerta   | Colombie        | +0.038 |       |
| Médaille de bronze | Matthijs Büchli | Pays-Bas        | +0.086 |       |
| 4                  | Joachim Eilers  | Allemagne       | +0.137 |       |
| 5                  | Jason Kenny     | Grande-Bretagne | +1.560 |       |
| 6                  | Maximilian Levy | Allemagne       | Abd    |       |

- Petite finale

| Pos | Nom                | Pays            | Temps         | Notes |
| --- | ------------------ | --------------- | ------------- | ----- |
| 7   | Matthew Crampton   | Grande-Bretagne |               |       |
| 8   | Shane Perkins      | Australie       | +0.011        |       |
| 9   | Christos Volikakis | Grèce           | +0.104        |       |
| 10  | Matthew Glaetzer   | Australie       | Pas au départ |       |

#### Vitesse
- Finales

| Manche                           | Nom              | Pays      | 1re manche | 2e manche | 3e manche |
| -------------------------------- | ---------------- | --------- | ---------- | --------- | --------- |
| Match pour la médaille d'or      |                  |           |            |           |           |
| Médaille d'or                    | François Pervis  | France    | X          | X         |           |
| Médaille d'argent                | Stefan Bötticher | Allemagne |            |           |           |
| Match pour la médaille de bronze |                  |           |            |           |           |
| Médaille de bronze               | Denis Dmitriev   | Russie    | X          | X         |           |
| 4                                | Matthew Glaetzer | Australie |            |           |           |

#### Vitesse par équipes
- Finales

| Pos                              | Nom                                               | Pays             | Temps    |
| -------------------------------- | ------------------------------------------------- | ---------------- | -------- |
| Match pour la médaille d'or      |                                                   |                  |          |
| Médaille d'or                    | Ethan Mitchell Sam Webster Edward Dawkins         | Nouvelle-Zélande | 42 s 840 |
| Médaille d'argent                | René Enders Robert Förstemann Maximilian Levy     | Allemagne        | 42 s 885 |
| Match pour la médaille de bronze |                                                   |                  |          |
| Médaille de bronze               | Grégory Baugé Kévin Sireau Michaël D'Almeida      | France           | 43 s 285 |
| 4                                | Pavel Yakushevskiy Denis Dmitriev Nikita Shurshin | Russie           | 43 s 309 |

#### Poursuite individuelle
- Finales

| Course pour la médaille d'or      |                     |                  |          |
| Médaille d'or                     | Alexander Edmondson | Australie        | 4:22.582 |
| Médaille d'argent                 | Stefan Küng         | Suisse           | 4:22.995 |
| Course pour la médaille de bronze |                     |                  |          |
| Médaille de bronze                | Marc Ryan           | Nouvelle-Zélande | 4:22.895 |
| 4                                 | Ryan Mullen         | Irlande          | 4:24.626 |

#### Poursuite par équipes
52 cyclistes de 13 pays participent au tour de qualification. Les équipes danoise et australienne réalisent les deux meilleurs temps, respectivement en 4 min 0 s 176 et 4 min 1 s 516, et se qualifient donc pour la finale. Les Russes et les Néo-Zélandais réalisent les troisième et quatrième meilleurs temps et s'affrontent pour la médaille de bronze.
- Finales

| Pos                              | Nom                                                                           | Pays             | Temps          | Notes |
| -------------------------------- | ----------------------------------------------------------------------------- | ---------------- | -------------- | ----- |
| Match pour la médaille d'or      |                                                                               |                  |                |       |
| Médaille d'or                    | Luke Davison Glenn O'Shea Alexander Edmondson Mitchell Mulhern                | Australie        | 3 min 57 s 907 |       |
| Médaille d'argent                | Casper von Folsach Lasse Norman Hansen Rasmus Christian Quaade Alex Rasmussen | Danemark         | 3 min 59 s 623 |       |
| Match pour la médaille de bronze |                                                                               |                  |                |       |
| Médaille de bronze               | Aaron Gate Pieter Bulling Dylan Kennett Marc Ryan                             | Nouvelle-Zélande | 3 min 58 s 989 |       |
| 4                                | Artur Ershov Ievgueni Kovalev Ivan Kovalev Alexander Serov                    | Russie           | 4 min 0 s 777  |       |

#### Course aux points
| Pos                | Nom                 | Pays             | Points au sprint | Points au tour | Total |
| ------------------ | ------------------- | ---------------- | ---------------- | -------------- | ----- |
| Médaille d'or      | Edwin Ávila         | Colombie         | 10               | 60             | 70    |
| Médaille d'argent  | Thomas Scully       | Nouvelle-Zélande | 26               | 40             | 66    |
| Médaille de bronze | Eloy Teruel         | Espagne          | 18               | 40             | 58    |
| 4                  | Andreas Graf        | Autriche         | 10               | 40             | 50    |
| 5                  | Cheung King Lok     | Hong Kong        | 21               | 20             | 41    |
| 6                  | Martyn Irvine       | Irlande          | 15               | 20             | 35    |
| 7                  | Theo Reinhardt      | Allemagne        | 14               | 20             | 34    |
| 8                  | Ivan Savitskiy      | Russie           | 13               | 20             | 33    |
| 9                  | Théry Schir         | Suisse           | 6                | 20             | 26    |
| 10                 | Glenn O'Shea        | Australie        | 4                | 20             | 24    |
| 11                 | Milan Kadlec        | Tchéquie         | 3                | 20             | 23    |
| 12                 | Kenny De Ketele     | Belgique         | 11               | 0              | 11    |
| 13                 | Elia Viviani        | Italie           | 7                | 0              | 7     |
| 14                 | Roman Lutsyshyn     | Ukraine          | 4                | 0              | 0     |
| 15                 | Vivien Brisse       | France           | 3                | 0              | 3     |
| 16                 | Anton Muzychkin     | Biélorussie      | 0                | 0              | 0     |
| 17                 | Owain Doull         | Grande-Bretagne  | 0                | 0              | 0     |
| –                  | Lasse Norman Hansen | Danemark         | 11               | 0              | Abd   |
| –                  | Iván Carbajal       | Mexique          | 0                | −20            | Abd   |
| –                  | Nolan Hoffman       | Afrique du Sud   | 0                | 0              | Abd   |

#### Américaine
| Pos                | Nom                              | Pays             | Points | Tours |
| ------------------ | -------------------------------- | ---------------- | ------ | ----- |
| Médaille d'or      | David Muntaner Albert Torres     | Espagne          | 18     |       |
| Médaille d'argent  | Martin Bláha Vojtěch Hačecký     | Tchéquie         | 12     |       |
| Médaille de bronze | Stefan Küng Théry Schir          | Suisse           | 7      |       |
| 4                  | Andreas Graf Andreas Müller      | Autriche         | 2      |       |
| 5                  | Jasper De Buyst Kenny De Ketele  | Belgique         | 31     | -1    |
| 6                  | Marco Coledan Elia Viviani       | Italie           | 12     | -1    |
| 7                  | Henning Bommel Theo Reinhardt    | Allemagne        | 10     | -1    |
| 8                  | Shane Archbold Thomas Scully     | Nouvelle-Zélande | 10     | -1    |
| 9                  | Artur Ershov Alexander Serov     | Russie           | 1      | -1    |
| 10                 | Thomas Boudat Vivien Brisse      | France           | 1      | -1    |
| 11                 | Juan Esteban Arango Edwin Ávila  | Colombie         | 0      | -1    |
| 12                 | José Ramón Aguirre Diego Yépez   | Mexique          | 0      | -2    |
| 13                 | Cheung King Lok Leung Chun Wing  | Hong Kong        | 2      | -3    |
| 14                 | Alexander Edmondson Glenn O'Shea | Australie        | 4      | -4    |
| 15                 | Jonathan Dibben Owain Doull      | Grande-Bretagne  | 0      | -4    |

#### Scratch
| Pos                | Nom                 | Pays             | Tours |
| ------------------ | ------------------- | ---------------- | ----- |
| Médaille d'or      | Ivan Kovalev        | Russie           |       |
| Médaille d'argent  | Martyn Irvine       | Irlande          |       |
| Médaille de bronze | Cheung King Lok     | Hong Kong        |       |
| 4                  | Roman Lutsyshyn     | Ukraine          | −1    |
| 5                  | Nolan Hoffman       | Afrique du Sud   | −1    |
| 6                  | Maximilian Beyer    | Allemagne        | −1    |
| 7                  | Dylan Kennett       | Nouvelle-Zélande | −1    |
| 8                  | Glenn O'Shea        | Australie        | −1    |
| 9                  | Tim Veldt           | Pays-Bas         | −1    |
| 10                 | Frank Pasche        | Suisse           | −1    |
| 11                 | Andreas Müller      | Autriche         | −1    |
| 12                 | Moreno De Pauw      | Belgique         | −1    |
| 13                 | Jonathan Dibben     | Grande-Bretagne  | −1    |
| 14                 | Elia Viviani        | Italie           | −1    |
| 15                 | Martin Bláha        | Tchéquie         | −1    |
| 16                 | Vivien Brisse       | France           | −1    |
| 17                 | Anton Muzychkin     | Biélorussie      | −1    |
| 18                 | Alberto Covarrubias | Mexique          | −1    |
| 19                 | Julio Amores        | Espagne          | −1    |
|                    | Jordan Parra        | Colombie         | Dsq   |

#### Omnium
- Classement final

| Pos                | Nom                  | Pays             | Total |
| ------------------ | -------------------- | ---------------- | ----- |
| Médaille d'or      | Thomas Boudat        | France           | 24    |
| Médaille d'argent  | Tim Veldt            | Pays-Bas         | 28    |
| Médaille de bronze | Viktor Manakov       | Russie           | 32    |
| 4                  | Aaron Gate           | Nouvelle-Zélande | 34    |
| 5                  | Edward Clancy        | Grande-Bretagne  | 35    |
| 6                  | Juan Esteban Arango  | Colombie         | 38    |
| 7                  | Olivier Beer         | Suisse           | 55    |
| 8                  | Casper von Folsach   | Danemark         | 56    |
| 9                  | Unai Elorriaga       | Espagne          | 56    |
| 10                 | Raman Tsishkou       | Biélorussie      | 57    |
| 11                 | Ondřej Rybín         | Tchéquie         | 57    |
| 12                 | Eiya Hashimoto       | Japon            | 68    |
| 13                 | Luke Davison         | Australie        | 71    |
| 14                 | Vladislav Kreminskyi | Ukraine          | 73    |
| 15                 | Jacob Duehring       | États-Unis       | 74    |
| 16                 | José Ramón Aguirre   | Mexique          | 91    |
| 17                 | Francesco Castegnaro | Italie           | 93    |
| —                  | Jasper De Buyst      | Belgique         | DSQ   |

### Femmes

#### 500 mètres
| Pos                | Nom                 | Pays            | Temps  | Notes |
| ------------------ | ------------------- | --------------- | ------ | ----- |
| Médaille d'or      | Miriam Welte        | Allemagne       | 33.451 |       |
| Médaille d'argent  | Anna Meares         | Australie       | 33.548 |       |
| Médaille de bronze | Anastasiia Voinova  | Russie          | 33.789 |       |
| 4                  | Lisandra Guerra     | Cuba            | 33.845 |       |
| 5                  | Elis Ligtlee        | Pays-Bas        | 33.909 |       |
| 6                  | Lee Wai Sze         | Hong Kong       | 33.983 |       |
| 7                  | Rebecca James       | Grande-Bretagne | 34.021 |       |
| 8                  | Sandie Clair        | France          | 34.097 |       |
| 9                  | Tania Calvo         | Espagne         | 34.157 |       |
| 10                 | Victoria Williamson | Grande-Bretagne | 34.305 |       |
| 11                 | Shi Jingjing        | Chine           | 34.400 |       |
| 12                 | Juliana Gaviria     | Colombie        | 34.684 |       |
| 13                 | Shanne Braspennincx | Pays-Bas        | 35.121 |       |
| 14                 | Olena Tsyos         | Ukraine         | 35.442 |       |
| 15                 | Kayono Maeda        | Japon           | 35.499 |       |
| 16                 | Frany Fong          | Mexique         | 35.546 |       |

#### Keirin
- Finale

| Pos                | Nom             | Pays            | Écart  |
| ------------------ | --------------- | --------------- | ------ |
| Médaille d'or      | Kristina Vogel  | Allemagne       |        |
| Médaille d'argent  | Anna Meares     | Australie       | +0.085 |
| Médaille de bronze | Becky James     | Grande-Bretagne | +0.140 |
| 4                  | Elena Brezhniva | Russie          | +0.224 |
| 5                  | Daniela Gaxiola | Mexique         | +0.269 |
| 6                  | Sandie Clair    | France          | +0.330 |

- Petite finale

| Pos | Nom              | Pays            | Écart  |
| --- | ---------------- | --------------- | ------ |
| 7   | Lee Wai Sze      | Hong Kong       |        |
| 8   | Fatehah Mustapa  | Malaisie        | +0.013 |
| 9   | Stephanie Morton | Australie       | +0.226 |
| 10  | Virginie Cueff   | France          | +0.249 |
| 11  | Lisandra Guerra  | Cuba            | +0.344 |
| 12  | Jessica Varnish  | Grande-Bretagne | +0.472 |

#### Vitesse
Finales
| Manche                           | Nom             | Pays            | 1re manche | 2e manche | 3e manche |
| -------------------------------- | --------------- | --------------- | ---------- | --------- | --------- |
| Match pour la médaille d'or      |                 |                 |            |           |           |
| Médaille d'or                    | Kristina Vogel  | Allemagne       | X          | X         |           |
| Médaille d'argent                | Zhong Tianshi   | Chine           | +0.126     | +0.048    |           |
| Match pour la médaille de bronze |                 |                 |            |           |           |
| Médaille de bronze               | Lin Junhong     | Chine           | X          | X         |           |
| 4                                | Jessica Varnish | Grande-Bretagne | +0.049     | +0.026    |           |

#### Vitesse par équipes
- Finales

| Pos                              | Nom                                | Pays            | Temps    |
| -------------------------------- | ---------------------------------- | --------------- | -------- |
| Match pour la médaille d'or      |                                    |                 |          |
| Médaille d'or                    | Miriam Welte Kristina Vogel        | Allemagne       | 32 s 440 |
| Médaille d'argent                | Junhong Lin Zhong Tianshi          | Chine           | 33 s 239 |
| Match pour la médaille de bronze |                                    |                 |          |
| Médaille de bronze               | Jessica Varnish Rebecca James      | Grande-Bretagne | 33 s 032 |
| 4                                | Elena Brezhniva Anastasiia Voinova | Russie          | 33 s 154 |

#### Poursuite individuelle
Finales
| Pos                              | Nom            | Pays            | Temps    |
| -------------------------------- | -------------- | --------------- | -------- |
| Match pour la médaille d'or      |                |                 |          |
| Médaille d'or                    | Joanna Rowsell | Grande-Bretagne | 3:30.318 |
| Médaille d'argent                | Sarah Hammer   | États-Unis      | 3:31.535 |
| Match pour la médaille de bronze |                |                 |          |
| Médaille de bronze               | Amy Cure       | Australie       | 3:36.174 |
| 4                                | Hanna Solovey  | Ukraine         | 3:37.003 |

#### Poursuite par équipes
11 équipes de quatre pistardes participent à cette épreuve. Après la qualification, les deux meilleurs temps s'affrontent pour la médaille d'or et les 3e et 4e temps pour la médaille de bronze.
- Finales

| Pos                              | Nom                                                                 | Pays            | Temps    |
| -------------------------------- | ------------------------------------------------------------------- | --------------- | -------- |
| Match pour la médaille d'or      |                                                                     |                 |          |
| Médaille d'or                    | Laura Trott Katie Archibald Elinor Barker Joanna Rowsell            | Grande-Bretagne | 4:23.407 |
| Médaille d'argent                | Laura Brown Jasmin Glaesser Allison Beveridge Stephanie Roorda      | Canada          | 4:24.696 |
| Match pour la médaille de bronze |                                                                     |                 |          |
| Médaille de bronze               | Annette Edmondson Amy Cure Melissa Hoskins Isabella King            | Australie       |          |
| 4                                | Katarzyna Pawłowska Małgorzata Wojtyra Eugenia Bujak Edyta Jasińska | Pologne         | rejoint  |

#### Course aux points
| Pos                | Nom                | Pays            | Points au sprint | Points au tour | Total |
| ------------------ | ------------------ | --------------- | ---------------- | -------------- | ----- |
| Médaille d'or      | Amy Cure           | Australie       | 18               | 20             | 38    |
| Médaille d'argent  | Stephanie Pohl     | Allemagne       | 15               | 20             | 35    |
| Médaille de bronze | Jasmin Glaesser    | Canada          | 12               | 20             | 32    |
| 4                  | Katie Archibald    | Grande-Bretagne | 5                | 20             | 25    |
| 5                  | Maria Calle        | Colombie        | 4                | 20             | 24    |
| 6                  | Caroline Ryan      | Irlande         | 1                | 20             | 21    |
| 7                  | Anastasia Chulkova | Russie          | 1                | 20             | 21    |
| 8                  | Giorgia Bronzini   | Italie          | 21               | 0              | 21    |
| 9                  | Julie Leth         | Danemark        | 9                | 0              | 9     |
| 10                 | Yudelmis Dominguez | Cuba            | 6                | 0              | 6     |
| 11                 | Jamie Wong         | Hong Kong       | 6                | 0              | 6     |
| 12                 | Małgorzata Wojtyra | Pologne         | 4                | 0              | 4     |
| 13                 | Kelly Druyts       | Belgique        | 4                | 0              | 4     |
| 14                 | Elizabeth Newell   | États-Unis      | 3                | 0              | 3     |
| 15                 | Jarmila Machačová  | Tchéquie        | 1                | 0              | 1     |
| 16                 | Volha Masiukovich  | Biélorussie     | 0                | 0              | 0     |
| 17                 | Ana Usabiaga       | Espagne         | 0                | 0              | 0     |
| 18                 | Íngrid Drexel      | Mexique         | 0                | 0              | 0     |
| 19                 | Valeriya Kononenko | Ukraine         | 0                | −20            | −20   |

#### Scratch
| Pos                | Nom                   | Pays            | Tours |
| ------------------ | --------------------- | --------------- | ----- |
| Médaille d'or      | Kelly Druyts          | Belgique        |       |
| Médaille d'argent  | Katarzyna Pawłowska   | Pologne         |       |
| Médaille de bronze | Evgenia Romanyuta     | Russie          |       |
| 4                  | Jennifer Valente      | États-Unis      |       |
| 5                  | Laurie Berthon        | France          |       |
| 6                  | Leire Olaberría       | Espagne         |       |
| 7                  | Yumari González       | Cuba            |       |
| 8                  | Danielle King         | Grande-Bretagne |       |
| 9                  | Giorgia Bronzini      | Italie          |       |
| 10                 | Katsiaryna Barazna    | Biélorussie     |       |
| 11                 | Jarmila Machačová     | Tchéquie        |       |
| 12                 | Diao Xiao Juan        | Hong Kong       |       |
| 13                 | Alzbeta Pavlendová    | Slovaquie       |       |
| 14                 | Caroline Ryan         | Irlande         |       |
| 15                 | Stephanie Pohl        | Allemagne       |       |
| 16                 | Milena Salcedo        | Colombie        |       |
| 17                 | Mayra Del Rocio Rocha | Mexique         |       |
| 18                 | Evgenia Klimchenko    | Ukraine         |       |
| 19                 | Ashlee Ankudinoff     | Australie       |       |
| -                  | Jupha Somnet          | Malaisie        | Abd   |

#### Omnium
- Classement final

| Pos                | Nom                 | Pays            | Total |
| ------------------ | ------------------- | --------------- | ----- |
| Médaille d'or      | Sarah Hammer        | États-Unis      | 14    |
| Médaille d'argent  | Laura Trott         | Grande-Bretagne | 20    |
| Médaille de bronze | Annette Edmondson   | Australie       | 24    |
| 4                  | Jolien D'Hoore      | Belgique        | 35    |
| 5                  | Leire Olaberría     | Espagne         | 46    |
| 6                  | Katarzyna Pawłowska | Pologne         | 49    |
| 7                  | Laurie Berthon      | France          | 50    |
| 8                  | Laura Brown         | Canada          | 52    |
| 9                  | Tamara Balabolina   | Russie          | 52    |
| 10                 | Marlies Mejías      | Cuba            | 61    |
| 11                 | Milena Salcedo      | Colombie        | 63    |
| 12                 | Diao Xiao Juan      | Hong Kong       | 65    |
| 13                 | Katsiaryna Barazna  | Biélorussie     | 66    |
| 14                 | Simona Frapporti    | Italie          | 74    |
| 15                 | Hanna Solovey       | Ukraine         | 75    |
| 16                 | Alžbeta Pavlendová  | Slovaquie       | 84    |
| 17                 | Sakura Tsukagoshi   | Japon           | 88    |

## Tableau des médailles
| Rang  | Nation           | Or | Argent | Bronze | Total |
| ----- | ---------------- | -- | ------ | ------ | ----- |
| 1     | Allemagne        | 4  | 4      | 0      | 8     |
| 2     | France           | 4  | 0      | 1      | 5     |
| 3     | Australie        | 3  | 2      | 3      | 8     |
| 4     | Grande-Bretagne  | 2  | 1      | 2      | 5     |
| 5     | Nouvelle-Zélande | 1  | 1      | 3      | 5     |
| 6     | Colombie         | 1  | 1      | 0      | 2     |
| 6     | États-Unis       | 1  | 1      | 0      | 2     |
| 8     | Russie           | 1  | 0      | 4      | 5     |
| 9     | Espagne          | 1  | 0      | 1      | 2     |
| 10    | Belgique         | 1  | 0      | 0      | 1     |
| 11    | Chine            | 0  | 2      | 1      | 3     |
| 12    | Canada           | 0  | 1      | 1      | 2     |
| 12    | Pays-Bas         | 0  | 1      | 1      | 2     |
| 12    | Suisse           | 0  | 1      | 1      | 2     |
| 15    | Danemark         | 0  | 1      | 0      | 1     |
| 15    | Irlande          | 0  | 1      | 0      | 1     |
| 15    | Pologne          | 0  | 1      | 0      | 1     |
| 15    | Tchéquie         | 0  | 1      | 0      | 1     |
| 19    | Hong Kong        | 0  | 0      | 1      | 1     |
| Total | Total            | 19 | 19     | 19     | 57    |